# Калаак
Калаак (перс. قلعك) — село в Ірані, у дегестані Нур-Алі-Бейк, у Центральному бахші, шагрестані Саве остану Марказі. За даними перепису 2006 року, його населення становило 0 осіб.

## Клімат
Середня річна температура становить 12,02 °C, середня максимальна – 30,39 °C, а середня мінімальна – -8,32 °C. Середня річна кількість опадів – 231 мм.
| Клімат поселення                              | Клімат поселення | Клімат поселення | Клімат поселення | Клімат поселення | Клімат поселення | Клімат поселення | Клімат поселення | Клімат поселення | Клімат поселення | Клімат поселення | Клімат поселення | Клімат поселення | Клімат поселення |
| Показник                                      | Січ.             | Лют.             | Бер.             | Квіт.            | Трав.            | Черв.            | Лип.             | Серп.            | Вер.             | Жовт.            | Лист.            | Груд.            |                  |
| Середній максимум, °C                         | 6,92             | 7,84             | 12,29            | 18,56            | 23,34            | 28,72            | 30,39            | 29,66            | 25,68            | 19,84            | 13,50            | 7,60             |                  |
| Середня температура, °C                       | −0,69            | 0,22             | 4,64             | 10,94            | 15,71            | 21,11            | 24,67            | 23,92            | 19,96            | 14,10            | 7,77             | 1,88             |                  |
| Середній мінімум, °C                          | −8,32            | −7,39            | −2,97            | 3,30             | 8,09             | 13,46            | 18,95            | 18,18            | 14,22            | 8,38             | 2,05             | −3,84            |                  |
| Норма опадів, мм                              | 31               | 32               | 44               | 33               | 28               | 4                | 2                | 1                | 0                | 9                | 19               | 28               |                  |
| Середньомісячна швидкість вітру, м/с          | 1.76             | 2.05             | 2.90             | 2.84             | 2.60             | 2.38             | 2.44             | 2.28             | 2.14             | 2.09             | 1.82             | 1.46             |                  |
| Середньомісячна сонячна радіація, кДж/м²·день | 8938             | 11903            | 14564            | 18147            | 22084            | 26464            | 26062            | 23775            | 20357            | 14917            | 10808            | 8719             |                  |
| --------------------------------------------- | ---------------- | ---------------- | ---------------- | ---------------- | ---------------- | ---------------- | ---------------- | ---------------- | ---------------- | ---------------- | ---------------- | ---------------- | ---------------- |
| Джерело:                                      |                  |                  |                  |                  |                  |                  |                  |                  |                  |                  |                  |                  |                  |